# Bräsen
Bräsen là một đô thị thuộc huyện Wittenberg, bang Saxony-Anhalt, Đức.